# Гран-при Детройта
Гран-при Детройта — этап чемпионата мира по автогонкам в классе Формула-1, проходивший на городской трассе в Детройте (штат Мичиган, Соединённые Штаты Америки) с 1982 по 1988 год.
Создаваемая, в основном, для того, чтобы улучшить международный имидж Детройта, гонка (вместе с Лонг-Бич и Лас-Вегасом) анонсировала беспрецедентные три Гран-при на территории Соединённых Штатов в сезоне 1982 года. Уличная трасса была идеей Боба МакКейба, а город согласился на конфигурацию вдоль реки Детройт вокруг блестящего Ренессанс Центра и Кобо Арены. Согласования с Берни Экклстоуном прошли успешно, и в 1982 году город принял первый Гран-при на 2,5-мильном треке.
Большинство гонщиков не были впечатлены трассой, жалуясь, что трек скучен, ухабист и очень скользок. Формула-1 осталась бы в Детройте, но в 1988 году, когда состоялось повторное обсуждение контракта, город отказался платить требуемую цену, и в следующем году Гран-при США проходил уже в Финиксе (штат Аризона).
Первый Гран-При Детройта выиграл Джон Уотсон с 17 места, самой низкой стартовой позиции при победе в гонке по уличной трассе (впрочем, Уотсон побил свой рекорд годом позже на Лонг-Бич, стартовав с 22 места).
Гонку 1983 года выиграл Микеле Альборето на Tyrrell 011. Это была последняя из 155 побед двигателя Cosworth DFV V8 3,0L (первая состоялась на Гран-при Нидерландов в 1967). Это была также и последняя победа для команды Tyrrell (первая состоялась на Гран-при Испании в 1971).

## Победители
| Год  | Пилот            | Конструктор    | Отчёт |
| ---- | ---------------- | -------------- | ----- |
| 1982 | Джон Уотсон      | McLaren-Ford   | Отчёт |
| 1983 | Микеле Альборето | Tyrrell-Ford   | Отчёт |
| 1984 | Нельсон Пике     | Brabham-BMW    | Отчёт |
| 1985 | Кеке Росберг     | Williams-Honda | Отчёт |
| 1986 | Айртон Сенна     | Lotus-Renault  | Отчёт |
| 1987 | Айртон Сенна     | Lotus-Honda    | Отчёт |
| 1988 | Айртон Сенна     | McLaren-Honda  | Отчёт |